# Consolidated Zinc
Consolidated Zinc, fundada originalmente como Zinc Corporation Limited, fue una compañía minera australiana que operó entre 1905 y 1962.

## Historia
La empresa fue constiuida en 1905, inicialmente con el fin de extraer el zinc depositado en los relaves la mina Broken Hill. En sus primeros tiempos estuvo dominada por el capital británico, si bien con posterioridad el capital australiano se hizo mayoritario. En 1949 la empresa se fusionó con la Imperial Smelting Corporation, pasando a constituirse en «Consolidated Zinc». Con el tiempo, la empresa acumuló importantes recursos financieros, pero no logró desarrollar nuevos proyectos mineros adecuados. En 1962 acordó la fusión con la histórica Rio Tinto Company Limited, dando lugar a la Rio Tinto-Zinc Corporation. Paralelamente, los activos australianos de ambas empresas se unieron para formar otra sociedad, Conzinc Riotinto of Australia.